# Ctenoplana agnae
Ctenoplana agnae är en kammanetart som först beskrevs av Dawydoff 1929.  Ctenoplana agnae ingår i släktet Ctenoplana och familjen Ctenoplanidae. Inga underarter finns listade i Catalogue of Life.